# Den Deel

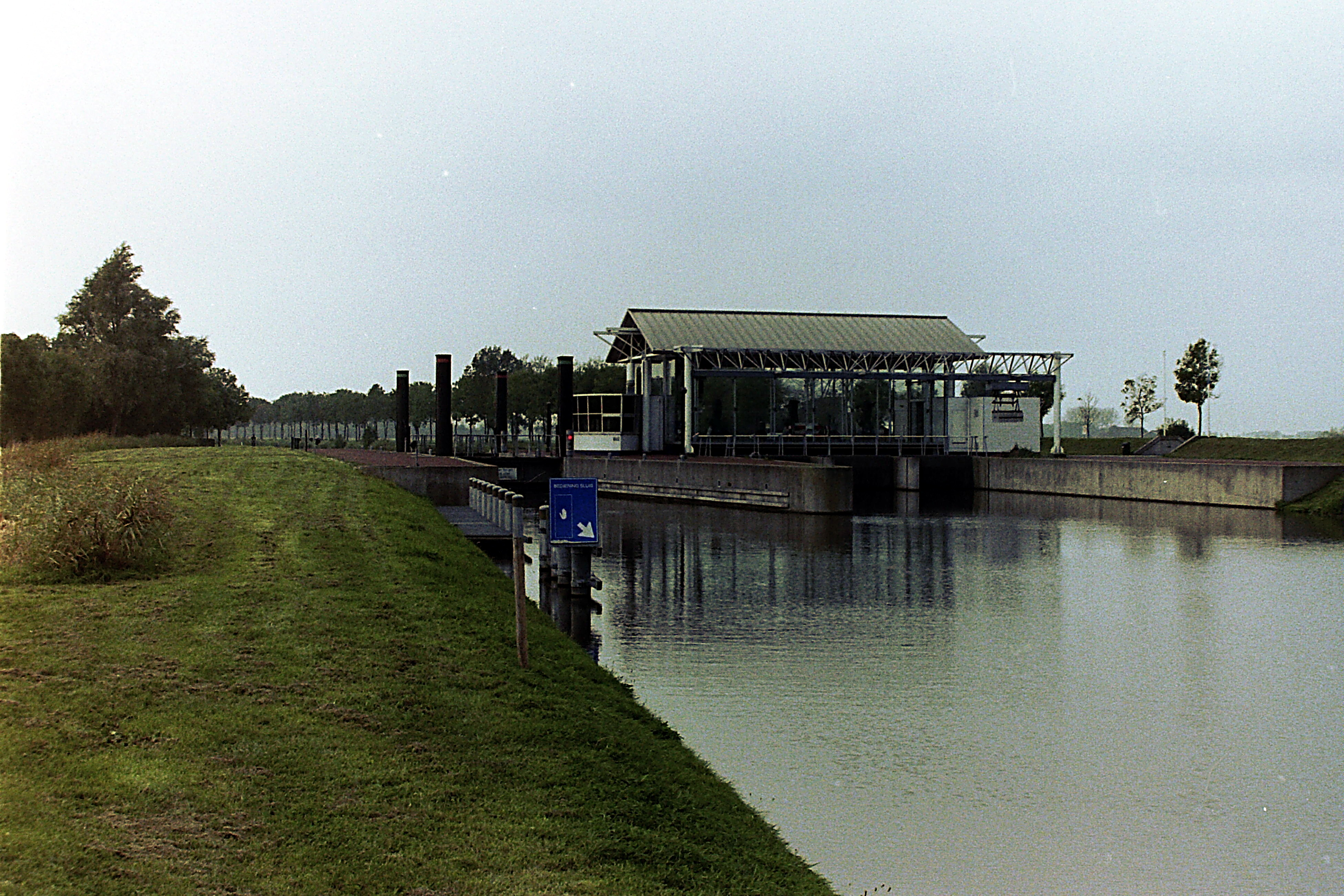
Gemaal Den Deel met sluis in het Boterdiep tussen Fraamklap en Onderdendam

Den Deel is een Nederlands gemaal gelegen in het Boterdiep tussen Fraamklap en Onderdendam. Het dient om de gevolgen van de bodemdaling door de winning van aardgas te compenseren. Het gemaal is bijna geheel in glas gebouwd en geldt als een van de mooiste, moderne gemalen van Nederland. Het is in beheer bij waterschap Noorderzijlvest
In het gemaal bevindt zich een vislift. De vis wordt gelokt door een zachte stroom en komt zo in een bak terecht. Op gezette tijden wordt deze omhoog gehesen, waarna de vis verder kan zwemmen.

## Sluis
Naast het gemaal ligt een schutsluis met hefdeuren, met de naam Deelstersuis, ten behoeve van de pleziervaart. De schutlengte is 25 m, de breedte 6 m en de drempeldiepte beneden van 2,2 meter en boven van 2,4 meter. De sluis heeft zelfbediening.

## Naam
Het gemaal is genoemd naar het gedeelte van de Delf dat hier Deel heette. De streek ten noorden van het gemaal heet ook Deel, maar staat meer bekend als Anderwereld.
Abelstok · De Drie Delfzijlen · Den Deel · Loppersum · Schaphalsterzijl · Stad & Lande · Tilburg
bodemdaling · gemaal